# Saint-Andiol
Saint-Andiol (Sant Andiòu in occitano) è un comune francese di 3 240 abitanti situato nel dipartimento delle Bocche del Rodano della regione della Provenza-Alpi-Costa Azzurra.
Il nome proviene da quello di un santo, Andeolo, martirizzato nel 208 sotto l'imperatore Settimio Severo. 

## Società

### Evoluzione demografica
Abitanti censiti